# 五月の七日間
『五月の七日間』（Seven Days in May）は1964年のアメリカ合衆国の映画。1962年に発表された同名小説を原作としている。ジョン・フランケンハイマー監督、出演はバート・ランカスター、カーク・ダグラス、フレドリック・マーチ、エヴァ・ガードナーなど。
架空の1970年を舞台とし、アメリカ合衆国とソビエト連邦との間で行われた核軍縮条約案の交渉と軍人や政治家で結成された秘密結社が米国政府を乗っ取る計画についてを描いた作品。2012年に行われた米タイム誌による「史上最高の政治映画ベスト15」にランクインされた。
1994年にリメイクテレビ映画『アメリカが沈むとき』が制作、放送された。

## ストーリー
仮想の1970年5月。アメリカ大統領ライマン(フレドリック・マーチ)の提案した米ソ核軍縮条約案をソ連が受諾し、国際情勢の緊張は緩和されていた。だが、それは軍需産業の終淵を意味することから軍部や企業家が反発。ホワイトハウス前では反対運動や衝突が絶えなかった。
米軍統合参謀本部議長のスコット将軍(バート・ランカスター)は、この条約反対の急先鋒だった。米ソ間の平和条約など紙切れ一枚のことで、二枚舌のソ連はこの間にも軍事力を増そうとしている、それを阻止するためには大統領を失脚させ、軍事政権を樹立するしかない、そう考えるスコット将軍は、徐々にスピーチで国民の心を掴んでいった。
その部下のケイシー大佐(カーク・ダグラス)は、将軍とは旧知の仲で信頼関係もあったが、偶然将軍から競馬賭博への参加を呼び掛ける暗号があることを掴む。この軍部のおかしな動きを見て、真相は競馬ではないと直感したケイシーは、長官会議を終えたスコットに会見を求めたが、はぐらかされてしまう。しかし、そこで拾った紙片には、40機のジェット輸送機を国内の主要都市に派遣するという暗号命令が書き留められていた。さらにケイシーの同僚が、陸軍省の記録にはないＹ基地へ、特殊部隊を率いて赴任していた。
ケイシーは意を決してホワイトハウスを訪れ、大統領に直接、スコットが画策するクーデターの疑いを伝える。シビリアン・コントロール（＝文民統制）を嫌う軍関係者の陰謀である、と……。大統領は信用できる５人の人間を集め、極秘裏に調査と証拠収集に乗り出す。更にケイシーは、スコットの愛人エリノア(エヴァ・ガードナー)と接触するも、情報は掴めなかった。
そんな折、ついに関与した司令官から証拠となる署名付きの告白文を入手したが、その1人も謎の飛行機事故で死んでしまう。またもう1人、秘密基地の大佐を口説き落とし、軟禁状態から脱出して空港でホワイトハウスに電話している途中で、大佐は連行されてしまう。動かぬ証拠がなくては、スコットを追求できない。
一方スコットはケイシーの行動を知り、模擬非常動員計画の期日を早めるよう命令を出す。だが、防空担当将軍がレーダーで空軍の行動をキャッチし、大統領に報告した。大統領は全機に着陸を命じ、スコットを召喚して辞任を勧告するが、彼は承認しない。大統領は記者会見を開き、全国にテレビ中継で伝えた。そのとき、飛行機事故現場から告白書が発見される。大統領は記者達に向って「意見の相違から将軍に辞任を求めたのだ」とだけ発表した。スコットは辞任を断固拒否するものの、しかし、すべては終わったのだった。

## キャスト
| 役名                                 | 俳優                     | 日本語吹替                     |
| 役名                                 | 俳優                     | NET版                          |
| ------------------------------------ | ------------------------ | ------------------------------ |
| ジェームズ・M・スコット将軍          | バート・ランカスター     | 久松保夫                       |
| マーティン・ケイシー大佐             | カーク・ダグラス         | 宮部昭夫                       |
| ジョーダン・ライマン米大統領         | フレデリック・マーチ     | 早野寿郎                       |
| エレノア・ホルブルック               | エヴァ・ガードナー       | 翠準子                         |
| レイ・クラーク上院議員               | エドモンド・オブライエン | 金井大                         |
| ポール・ジラード大統領首席補佐官     | マーティン・バルサム     | 勝田久                         |
| マッド／ウィリアム・ヘンダーソン大佐 | アンドリュー・ダガン     | 塩見竜介                       |
| ハロルド・マクファーソン             | ヒュー・マーロウ         |                                |
| フレッド・プレンティス上院議員       | ウィット・ビセル         | 千葉耕市                       |
| エスター・タウンセンド大統領秘書     | ヘレン・クリーブ         |                                |
| クリス・トッド財務長官               | ジョージ・マクレディ     | 高塔正康                       |
| ベン・マードック大佐                 | リチャード・アンダーソン | 家弓家正                       |
| アート・コーウィン                   | バート・バーンズ         | 宮田光                         |
| ファーリー・C・バンズウェル提督      | ジョン・ハウスマン       | 吉沢久嘉                       |
| ハーディスティ大将                   | タイラー・マクヴィー     | 大木民夫                       |
| オルテガ大尉                         | ロドルフォ・オヨス・Jr.  | 杉田俊也                       |
| ドーシー・グレイソン中尉             | ジャック・ムラニー       | 嶋俊介                         |
| ヘンリー・ホイットニー               | フレッド・ウェイン       | 辻村真人                       |
| ナレーション                         | リチャード・ベースハート | 矢島正明                       |
| その他                               | N/A                      | 桑原たけし 寺島幹夫 沢田敏子   |
| 日本語スタッフ                       |                          |                                |
| 演出                                 | 演出                     | 小林守夫                       |
| 翻訳                                 | 翻訳                     | 木原たけし                     |
| 効果                                 |                          |                                |
| 調整                                 |                          |                                |
| 制作                                 | 制作                     | 東北新社                       |
| 解説                                 | 解説                     | 淀川長治                       |
| 初回放送                             | 初回放送                 | 1970年5月10日 『日曜洋画劇場』 |